# Crepidula argentina
Crepidula argentina is een slakkensoort uit de familie van de Calyptraeidae. De wetenschappelijke naam van de soort is voor het eerst geldig gepubliceerd in 2000 door Simone, Pastorino & Penchaszadeh.